# Länsväg AC 846
Länsväg AC 846 är en länsväg i Västerbottens län som går parallellt med Skellefteälven, mellan länsväg 370 vid Renström i Skellefteå kommun och länsväg 365 vid Treholmsfors i Norsjö kommun. Vägen är 38 kilometer lång och passerar bland annat Petiknäs, Kusfors, Gumboda, Svansele och Petikträsk.
Från korsningen med länsväg 370 fram till Petikträsk är vägen asfalterad, därefter belagd med grus fram till strax efter Granbergsliden, där den åter igen är asfalterad fram till korsningen med länsväg 365.
Hastighetsgränsen är 70 kilometer per timme förutom sträckorna genom Kusfors, Gumboda och Svansele där den är 50.
Vägen ansluter till:
- Länsväg 370  (vid Renström)
- Länsväg AC 849 (vid Petiknäs)
- Länsväg AC 848 (vid Gumboda)
- Länsväg AC 847 (vid Kedträskbron)
- Länsväg AC 916 (vid Petikträsk)
- Länsväg 365 (vid Treholmsfors)